# Cynthia McKinneyová
Cynthia McKinneyová (nepřechýleně: McKinney, * 17. března 1955 Atlanta, Georgie) je americká politička. V letech 1993–2003 byla kongresmankou ve Sněmovně reprezentantů (za Demokratickou stranu, vůbec první Afroameričanka ze státu Georgie), v roce 2008 neúspěšně kandidovala na prezidenta (za stranu zelených). Vystudovala na dvou univerzitách diplomacii a zahraniční vztahy a mimo politiku se angažuje v několika občanských hnutích (iniciativách). V současné době je vězněna v Izraeli.
V období 1986–2007 byla členkou Demokratické strany, od roku 2007 je ve Straně zelených.

## Dětství a mládí
Narodila se v Atlantě ve státě Georgie policistovi Billymu a zdravotní sestře Leoně McKinneyovým. Její dětství a mládí bylo ovlivněno změnami ve společnosti, které v průběhu 60. a 70. let probíhaly, zejména černošským hnutím za občanská práva (1955–1968).

## Studia
V přelomu 70. a 80. let se věnovala studiu oborů související s prací politika, kterým se později v životě stala. Absolvovala bakalářské studium mezinárodních vztahů na University of Southern California a doktorandské studium z práv a diplomacie na Fletcher School of Law and Diplomacy. Později pracovala jako učitelka na střední škole a univerzitní profesorka.
Později, po roce 2007 se přestěhovala do Kalifornie, aby zde získala doktorát na Kalifornské univerzitě v Berkeley. Doktorské studium dokončila 1. srpna 2015 v oboru Leadership and Change (Vedení a změna) na soukromé univerzitě Antioch University.

## Politická kariéra
Její politická kariéra začala v roce 1986, kdy ji její otec zapsal na kandidátku poslanců za stát Georgie. Tehdy získala 40 % hlasů. O dva roky později již vyhrála. Během první války v Zálivu proti americké intervenci ve sněmovně vystupovala tak ostře, že někteří její kolegové na protest po čas jejích projevů opouštěli místnost.
V roce 1992 byla McKinneyová zvolena do poslanecké sněmovny coby první černošská členka Kongresu za tehdy nově vytvořený 11. okrsek (táhnoucí se od Atlanty až po město Savannah). Přestože se hranice tohoto okresku v roce 1995 změnily (a spolu s nimi i etnické složení jejích voličů) McKinneyová si udržela podporu a byla do něj znovuzvolena ve čtyřech dalších volbách.
Během jejího volebního období se zajímala mimo jiné o práva žen či užití ochuzeného uranu ve vojenství. Při několika příležitostech kritizovala Ala Gorea, za nedostatek sympatie k Afroameričanům, popřípadě mu vytýkala, že se nezastal zájmů kmene U'wa, protestujícího proti plánované těžbě ropy v blízkosti míst, kde tento původní kolumbijský kmen žije, s poukazem na to, že jeho rodina má finanční pouta s ropnou těžební firmou Occidental Petroleum.
Do roku 2000 pracovala ve výboru mezinárodních vztahů (House of International Relations Comittee) a jejím podvýboru pro lidská práva. McKinneyová pracovala na legislativě, která by zamezila dodávky zbraní zemím, jejichž vlády nejsou demokratické nebo nerespektují lidská práva.
Krátce po 11. září 2001 došla k přesvědčení, že prezident George W. Bush o útoku věděl dopředu a umožnil, aby se tento útok odehrál. Jako důvod uvedla finanční motiv jeho otce a jeho působení v Carlyle Group. Taktéž poznamenala, že útoky indikovaly, aby Spojené státy přehodnotily svou (zahraniční) politiku na Blízkém východě a zaujaly vyrovnanější postoj v otázce Palestinců.
V roce 2002 byla v demokratických primárkách do Kongresu poražena (též Afroameričankou) Denise Majetteovou v poměru 42:58. Majetteová sice neměla žádné předchozí zkušenosti v politice, ale McKinneyová se v té době velmi jednoznačně profilovala jako výrazný kritik tehdejší administrativy prezidenta George W. Bushe – kromě obvinění z jeho aktivní účasti na útocích z 11. září též byla proti americké finanční pomoci Izraeli, a to i přesto, že byla dlouhodobě ve spojení s lobbystickou skupinou AIPAC. Za tyto postoje byla též často kritizována v periodikách Washington Post či místních Atlanta Constitution.
Mezi lety 2003 a 2004 otevřeně vystupovala proti válce v Iráku a Bushově administraci. Zapojila se do organizací jako 2004 Racism Watch, věnovala se událostem z 11. září – podepsala petici hnutí 9/11 Truth Movement za nové, nezávislé prošetření této tragédie, stala se komisařkou The Citizens' Commission on 9-11, vytvořila si kontakty s americkou stranou zelených, nicméně v roce 2004 se připravila na návrat do Kongresu za demokratickou stranu, což se jí podařilo.
V letech 2004–2007 se politicky angažovala v několika oblastech:
- Vyšetření útoků z 11. září 2001. McKinneyová dne 22. 7. 2005 pořádala kongresový brífink na Capitol Hill o aspektech útoků z 11. září i způsobu, jakým byly tyto události zohledněny v oficiálním vyšetřování. Během celodenního brífinku bylo různými zúčastněnými vzneseno několik desítek obvinění zahrnující chyby ve vyšetřování, (záměrné) vynechání některých důležitých okolností, nedostatečná hloubka zkoumání některých aspektů, nestandardní postupy vyšetřování, a další pochybení.
- Odtajnění materiálů o atentátu na Martina Luthera Kinga.
- Odtajnění materiálů o atentátu na Tupac Shakura.
- Během a po úderu hurikánu Katrina kritizovala pomalou a neochotnou pomoc obětem ze strany vlády. Tato událost se jí a jejího volebního obvodu týkala osobně, neboť přes 100 tisíc lidí, kteří byli kvůli hurikánu Katrina nuceni z New Orleans a Mississippi evakuovat, se přesunulo do Atlanty (a řada z nich se zde i usadila).
- Protiválečná legislativa: McKinneyová v roce 2005 připravila výnos H. R. 571 o stažení amerických vojáků z Iráku. (Výnos nebyl schválen.)
- Souzení (impeachment) George W. Bushe: v roce 2006 připravila výnos sněmovny reprezentantů (H. Res 1106), ve kterém obvinila prezidenta George Walkera Bushe, Dicka Chenneyho, Condoleezzu Riceovou ve třech bodech, zahrnující zneužití pravomocí, obcházení americké ústavy, manipulaci zpravodajských služeb k ospravedlnění války v Iráku na základě (později nenalezených) zbraní hromadného ničení.

Kromě toho se (spíše občansky než politicky) začala zajímat o prezidentské volby z roku 2000 a 2004, resp. jakékoli jejich aspekty nebo okolnosti, které by indikovaly možný volební podvod. V souvislosti souhlasila s vystoupením jako respondent v tehdy připravovaném dokumentárním filmu American Blackout, jehož cílem bylo všechna na tato možná zneužití poukázat.
V roce 2006 byla ve volbách do Kongresu za 4. okrsek Georgie poražena Hankem Johnsonem ve druhém kole v poměru 41:59.
11. prosince 2007 oznámila svoji kandidaturu na funkci prezidenta Spojených států za stanu zelených. V červenci 2008 si za kandidáta na viceprezidenta zvolila Rosa Clementeovou. 10. října 2008 se spolu s Ralphem Naderem a Chuckem Baldwinem účastnila speciální tiskové konference svolanou Ronem Paulem. Na této konferenci se výše zmínění zástupci tzv. „třetích stran“ (ostatní strany v americkém politickém spektru po demokratech a republikánech) formálně shodli a sjednotili své postoje v následujících bodech:
- brzký konec války v Iráku a konec hrozeb války ostatním zemím, včetně Íránu a Rusku
- ochrana soukromí a občanských práv, včetně odvolání USA PATRIOT Act, Military Commission Act a Foreign Intelligence Surveillance Act
- žádné další navyšování národního dluhu
- důkladné prozkoumání, zhodnocení a audit Federálního rezervního systému

V den voleb získala McKinneyová 161 603 hlasů.

## Její názory ohledně izraelsko-palestinského konfliktu
Cynthia McKinneyová se při několika příležitostech vyjádřila pro větší podporu Palestinců ze strany Spojených států a vyrovnání preferování podpory Izraele (které je v současnosti kolem 3 mld. USD ročně). Navíc se několikrát vypravila (resp. pokusila vypravit - viz dále) na palestinská území osobně. 30. prosince 2008 směřovala na řecké lodi Dignity do Pásma Gazy spolu s několika dalšími aktivisty, lékaři, zdravotníky, zásobami léků a humanitární pomocí na palubě. Loď byla ještě v mezinárodních vodách zastavena izraelským námořnictvem, která výstražnou střelbou do vody donutila Dignity (Důstojnost) přistát v Libanonu. Izraelští představitelé vydali prohlášení, že tento střet byl záměrný, poté, co byla loď informována o tom, že jí nebude umožněno přistát; navíc odsoudily iniciativu McKinneyové jako nezodpovědnou, provokativní a účelnou propagandu.
O půl roku později, 30. června 2009 se vydala McKinneyová do Gazy znovu, tentokrát na řecké lodi Spirit of Humanity (Duch lidskosti) pod hnutím Free Gaza Movement s 21 dalšími aktivisty, lékařskými zásobami, olivovníky, dětskými hračkami apod. 29 km před pobřežím byli zadrženi lodí izraelského námořnictva, které v současné době vykonává blokádu Gazy. V současné době je Cynthia McKinneyová zadržována v imigrační vazbě Givon v městě Ramla v Izraeli. Odmítla podepsat deportační dokumenty, že se pokusila porušit izraelskou blokádu a vniknout na teritoriální vody země.